# إدوارد إل. بيرس
إدوارد إل. بيرس (بالإنجليزية: Edward L. Pierce)‏ هو كاتب وكاتب سير وسياسي أمريكي، ولد في 29 مارس 1829، وتوفي في 6 سبتمبر 1897. انتخب عضو مجلس نواب ماساتشوستس.